# Defektkonzentration

Beteiligte Energien abhängig von der Defektkonzentration c

Als Defektkonzentration {\displaystyle c} bezeichnet man das Verhältnis der Anzahl der Fehlstellen in der Gitterstruktur eines Festkörpers zur Gesamtzahl der Gitterplätze:
{\displaystyle c=\mathrm {\frac {Anzahl\;Fehlstellen}{Anzahl\;Gitterplaetze}} }
Gitterfehler in einem Festkörper treten auf, weil sie einen Entropiegewinn durch Unordnung bringen.
Für eine gegebene Defektkonzentration c kann man die freie Enthalpie {\displaystyle \Delta G} über die Gibbs-Helmholtz-Gleichung bestimmen, vgl. Abb. rechts: 
{\displaystyle \Delta G(c)=\Delta H(c)-T\cdot \Delta S(c)}
Der Einbau von Fehlstellen kostet Reaktionsenergie {\displaystyle \Delta H(c)} und erzeugt dafür Entropie {\displaystyle \Delta S(c)}; {\displaystyle T} ist die absolute Temperatur.
Die Funktion {\displaystyle \Delta G(c)} durchläuft ein Minimum, weil {\displaystyle T\Delta S(c)} für kleine c stärker wächst als {\displaystyle \Delta H(c)}. Wenn die Defekte in beliebiger Menge erzeugt werden können (z. B. Leerstellen) bzw. zur Verfügung stehen (z. B. Eindiffusion von Fremdatomen aus einer anderen Phase), wird die Defektkonzentration den Wert anstreben, bei dem {\displaystyle \Delta G(c)} das Minimum annimmt. Ob und wann der Gleichgewichtswert erreicht wird, hängt davon ab, wie schnell die Diffusion abläuft.
Bei steigender Temperatur verläuft die entropische Kurve ({\displaystyle -T\Delta S(c)}) steiler, wodurch sich das Minimum der Freien Energie zu höheren Defektkonzentrationen verschiebt.
Nur nulldimensionale Gitterfehler stehen im thermodynamischen Gleichgewicht. Andere Gitterfehler (z. B. Versetzungen und Grenzflächen) können aber mechanisch stabil sein, so dass sie sich auch durch längeres Glühen nicht vollständig beseitigen lassen.